# Kassie DePaiva
Kassie DePaiva, nata Katherine Virginia Wesley (Morganfield, 21 marzo 1961), è un'attrice statunitense.

## Filmografia parziale

### Cinema
- La casa 2 (Evil Dead II), regia di Sam Raimi (1987)
- The Story of Your Life, regia di Jesse Cilio (2008)
- We Are What We Are, regia di Jim Mickle (2013)
- Killian & the Comeback Kids, regia di Taylor A. Purdee (2020)

### Televisione
- Sentieri (The Guiding Light) - 86 episodi (1986-1991)
- General Hospital - 2 episodi (2012)
- Una vita da vivere (One Life to Live) - 823 episodi (1992-2013)
- One Life to Live - 40 episodi (2013)
- Il tempo della nostra vita (Days of Our Lives) - 340 episodi (2014-2020)
- Castle – serie TV, episodio 8x10 (2016)

## Doppiatrici italiane
- Tiziana Avarista in Castle